# Elloe Kaifi
Elloe Kaifi es una personaje ficticia que aparece en los cómics estadounidenses publicados por Marvel Comics.

## Historia de la publicación
Ella apareció por primera vez en Increíble Hulk vol. 2 # 92 en la historia de Hulk de 2006, Planet Hulk y fue creado por Greg Pak y Carlo Pagulayan.

## Biografía
Antes de los eventos de Planet Hulk, Elloe Kaifi era la hija de Ronan Kaifi, miembro de una familia de alto rango en el planeta Sakaar. Disfrutando de una vida relativamente despreocupada durante la mayor parte de sus primeros años, la vida de Elloe cambió cuando su padre habló en contra del Rey Rojo, lo que resultó en sus títulos de ser despojado de él y su hija y su guardaespaldas Lavin Skee, siendo enviada a la escuela de entrenamiento de gladiadores, El Maw. Cuando su padre protestó por su tratamiento, fue asesinado por los guardias poco antes de que comenzara la batalla de entrenamiento, de la que Elloe y Lavin eran dos de los siete supervivientes. Inicialmente carente de sus habilidades de combate, Elloe recibió entrenamiento de Skee antes de abandonar el grupo para tratar de ayudar a los rebeldes en un ataque contra el emperador.
Después de que ella y sus compañeros rebeldes fueron capturados y llevados ante sus antiguos compañeros en la arena, poco después de su tercera victoria en la arena sobre el "Silver Savage", los gladiadores recibieron la orden de matar a Elloe y a los demás para ganar su libertad. Hiroim reveló que Lavin Skee había sido asesinado en la batalla antes, y que los otros habían formado un Pacto de Warbound; Así, desde que Skee había servido a Elloe, el Enlace de Guerra no podía matarla sin violar su juramento. Aunque sus discos de obediencia fueron activados, los Warbound fueron liberados cuando el Surfista destruyó los discos, permitiéndoles escapar y comenzar una rebelión contra el Rey Rojo.
Aunque físicamente el miembro más débil del Warbound - particularmente después de la evolución de Miek - Elloe permaneció uno de los miembros más dedicados a la muerte del Rey Rojo. Sin embargo, conservó sus viejas lealtades familiares; Después de que el Rey Rojo fue asesinado en una pelea con Hulk y su madre fue descubierta como uno de los seguidores restantes del Rey, Elloe luchó contra el compañero Warbound, Miek en la arena antes de que Hulk les dijo a ambos de cesar.

### Viajando a la Tierra
Después de la destrucción de Sakaar, Elloe viajó a la Tierra con los miembros restantes del Warbound para buscar venganza contra los Illuminati que exiliaron a Hulk (usando una armadura especial para hacerla igual a sus compañeros). Durante la pelea con los Vengadores, Elloe derriba a Spider-Man. Posteriormente se muestra trabajando junto a Hiroim para capturar al Doctor Strange, donde derrotó a Ronin y Echo, quienes pronto fueron electrocutados por los otros soldados mientras que Hiroim fácilmente superó a Iron Fist. Después de esta rápida pelea, Hiroim le dice a Elloe que lleve al trío a la arena mientras ataca al Doctor Strange, aunque fue derrotado por el Hechicero Supremo antes de continuar enfrentándose a Hulk.
En la arena, Elloe es casi asesinada por la infiltrada heroína Cloud 9. Ella se salva cuando los compañeros de Cloud 9 la hablan de completar sus acciones.
Elloe es herida fuertemente, empalado en una lanza para terminar las hostilidades entre Sakaarians y Hivelings, que se habían estado matando sobre la complicidad de Miek en la destrucción de Sakaar. También se reveló aunque ella no era parte de la traición de Miek, ella había albergado un secreto vergonzoso en esa parte de ella estaba contenta cuando Crown City fue destruida, porque le dio una excusa para ceder a su ira y odio.
Ella es mostrada viva, pero gravemente herida con el Warbound restante cuando son transportados a Mundo Gamma, una cúpula de energía masiva colocada sobre el Suroeste de Estados Unidos por el Líder. Las lesiones de Elloe fueron sanadas por Kate Waynesboro administrando nano-médicos, su propia fisiología extraterrestre y la radiación gamma.
Durante la historia de la Segunda Guerra Civil, Elloe Kaifi estuvo con el Warbound cuando escucharon que Bruce Banner está muerto.

## Otras versiones

### Marvel Zombies Return
En el 4 º número, Hulk junto con el Warbound llegar a la luna con la esperanza de iniciar la Guerra Mundial Hulk, pero en lugar de las versiones zombificadas de Giant Man y los inmortales. Al final de la batalla, sólo Hulk y Elloe permanecen en Warbound, hasta que Hulk se da cuenta de que ha sido mordido. Se vuelve instantáneamente, la arranca por la mitad y la come.

### What If
Elloe Kaifi apareció en algunos números de What If:
- En un "What If" tema que giraba alrededor de Planet Hulk tiene una historia "¿Qué pasa si Hulk muere y Caiera había vivido?", donde participa en la conquista de la Tierra con Caiera como reina.
- Elloe apareció en un número de "What If?" Que giraba alrededor de la Guerra Mundial Hulk:
  - En la primera historia, Elloe y el resto de Warbound son asesinados después de que Iron Man no vaciló en usar el lasing y destruye Nueva York.
  - En la segunda historia preguntando qué pasaría si Thor hubiera luchado contra Hulk, Elloe ayudó al Warbound en la lucha contra los Tres Guerreros hasta que se conozca la traición de Miek. Después de que Thor razonara con Hulk, Elloe se unió a Hulk y al Warbound para regresar a Sakaar para reconstruirlo.

## Poderes y habilidades
Debido a su entrenamiento para Olympia Imperia, Elloe posee el acondicionamiento físico, la resistencia, la destreza y la agilidad de un atleta de alto nivel. Ella es también una hábil mano-a-mano combatiente debido a su entrenamiento.

## En otros medios

### Televisión
- Elloe Kaifi aparece en el final de la primera temporada de Hulk and the Agents of S.M.A.S.H., episodio 26, "El Planeta de El Líder", expresada por Laura Harris.[6] Ella está entre los habitantes de Sakaar que son esclavizados por el Líder donde fue nombrada para trabajar como una sirvienta para She-Hulk. Durante la pelea de Hulk con Skaar, Elloe Kaifi le dio a She-Hulk uno de los discos de control que utilizó para anular el control de Líder sobre todos los habitantes de Sakaar. Después de que el Líder fuera derrotado, se escapó. Elloe Kaifi indica que Sakaar ahora será gobernado por sus habitantes.

### Película
- Elloe Kaifi aparece en la película de Planet Hulk expresada por Advah Soudack.[7]